# Araopán
Araopán (también escrito Araopán-tepui) es un tepuy, en el estado Bolívar, al sur de Venezuela. Tiene una altitud de alrededor de 2450 metros (8040 pies) sobre el nivel del mar. Junto con el más grande Aprada-tepui ubicado al oeste, forma parte del macizo Aprada. Una cresta semicircular empinada conecta estas dos cumbres.
Araopán-tepui tiene un área de la cumbre de 1,25 kilómetros cuadrados y, junto con Aprada-tepui, un área pendiente estimada de 210 kilómetros cuadrados. Forma parte del parque nacional Canaima.